# Mary-Kate và Ashley Olsen
Mary-Kate Olsen và Ashley Olsen (sinh ngày 13 tháng 6 năm 1986, biệt danh: Cặp song sinh Olsen) là hai diễn viên và nhà thiết kế thời trang người Mỹ. Năm 1987, khi được 1 tuổi, hai chị em nhà Olsen bắt đầu nghiệp diễn với vai Michelle Tanner trong sê-ri phim truyền hình Full House. Từ lúc sáu tuổi cho đến hết quãng thời gian niên thiếu, hai người được công chúng trên toàn thế giới biết tới qua các phim truyền hình, điện ảnh. Không những thế, ở vào tuổi đời còn rất trẻ, hai cái tên Mary-Kate Olsen và Ashley Olsen đã nhanh chóng được liệt kê vào danh sách những người phụ nữ giàu có nhất khi sở hữu cho mình một công ty riêng hoạt động trong ngành công nghiệp giải trí (công ty Dualstar).